# Ambohijanaka
Ambohijanaka is een plaats en commune in het centrum van Madagaskar, behorend tot het district Antananarivo-Atsimondrano, dat gelegen is in de regio Analamanga. Tijdens een volkstelling in 2001 telde de plaats 15.210 inwoners.